# Hipnoz
Hipnoz (Гипноз) — шестой студийный альбом турецкой певицы Ханде Йенер, выпущенный 27 мая 2008 года на лейбле Erol Köse Production. В нём присутствуют элементы электронной музыки, и это был первый студийный альбом певицы после выхода в 2007 году альбома Nasıl Delirdim? Йенер написала тексты восьми песен самостоятельно, две песни для альбома были написаны вокалистом Mor ve Ötesi Харуном Текином. Музыка и аранжировки песен созданы Эролом Темизелем, который продюсировал альбом вместе с Йенер.
Hipnoz, состоящий из 10 песен, был описан Йенер как более сознательный эксперимент. К голосу певицы были применены специальные звуковые эффекты. Музыкальные критики отреагировали на альбом неоднозначно. Единственный клип был снят на лид-сингл «Hipnoz». Режиссёром видео выступил Кемаль Догулу. Позже возникла проблема с трансляцией видеоклипа на телеканалах, так как сообщалось, что его запретили на том основании, что он поощряет садомазохизм.
В Турции Hipnoz занял пятое место в списке самых продаваемых альбомов D&R. К концу года было продано 40 000 копий альбома, тем самым он стал тридцать третьим по продажам альбомом в Турции. Ханде Йенер, работавшая с Erol Köse Production начиная с альбома Sen Yoluna… Ben Yoluma… (2002), разорвала контракт с компанией после выплаты компенсации из-за «низкой энергии и разногласий». 1 ноября 2008 года она подписала новый контракт с Avrupa Müzik. Hipnoz стал последним альбомом Йенер, спродюсированным и выпущенным Erol Köse Production.

## Предыстория
В 2006 году Йенер выпустила альбом Apayrı, в котором присутствовали элементы электронной музыки, а затем в том же году был выпущен EP Hande Maxi в стиле хаус. С выходом её пятого студийного альбома Nasıl Delirdim? в 2007 году она полностью занялась электронной музыкой. В декабре 2007 года стало известно, что Ханде Йенер приступила к работе над своим следующим студийным альбомом. В марте 2008 года исполнительница объявила, что планирует выпустить альбом к концу года и попробует что-то новое. Журналист Hürriyet Онур Баштюрк написал в статье, опубликованной 7 апреля 2008 года, что после разговора с Йенер перед одним из её концертов он узнал, что новый студийный альбом выйдет в мае. Вдобавок Баштюрк спросил певицу, почему та так часто выпускает альбомы. Йенер ответила, что для её работы необходимо поддерживать актуальность своей музыки. В 2008 году певица покрасила волосы в розовый цвет и поделилась фотографиями для альбома, сделанными Кемалем Догулу. Отмечалось, что фотографии вдохновлены стилем американского певца Мэрилина Мэнсона.

## Релиз и песни
27 мая 2008 года компания Erol Köse Production выпустила шестой студийный альбом Ханде Йенер Hipnoz. Альбом содержит элементы электронной музыки и содержит десять песен, слова восьми из которых написала Йенер. Две другие песни в альбоме, «İyi Günler» и «Kumar (Putlar)», были написаны вокалистом Mor ve Ötesi Харуном Текином. Музыка и аранжировки созданы Эролом Темизелем, а в качестве студии звукозаписи выбрана «T-Ekspres». Йенер и Темизель вместе продюсировали альбом. Йенер написала и посвятила песню «Gece Gündüz» своему тогдашнему парню Кадиру Догулу. Она также рассказала, что написала «Yaban Gülü» в период трудностей, и впоследствии эта композиция помогла ей вновь обрести радость жизни. По словам исполнительницы, песней «Burdayım» она попыталась дать себе 17-летней шанс высказаться и добавила, что теперь примирилась со своим прошлым.
К голосу Йенер в альбоме Hipnoz, который по словам певицы был экспериментальным, применялись специальные эффекты. Йенер заявила, что по сравнению с Nasıl Delirdim? альбом Hipnoz был более сознательным экспериментом, нежели его предшественник. Она также добавила, что в Nasıl Delirdim? взяла на себя роль сумасшедшей, тогда как в Hipnoz проходила период исцеления. Альбом вошёл в список самых продаваемых альбомов D&R в Турции, заняв 10-ю строчку. В течение первых двух недель после выпуска он поднялся на 5-е место, что стало его лучшей позицией в чарте. На третьей неделе он опустился на 9-е место, а после ещё одной недели занимал 10-е место и покинул чарт. По данным MÜ-YAP, будучи проданным в количестве 40 000 копий в 2008 году, Hipnoz стал тридцать третьим в списке самых продаваемых альбомов года в Турции.

## Критика
Hipnoz получил неоднозначные отзывы музыкальных критиков. Музыкальный сайт Gerçek Pop написал в своём обзоре, что этот альбом показывает, как «[Ханде Йенер] отходит от поп-музыки» и что эта работа появилась на свет благодаря «реакции, которую она получила на музыкальном рынке». Сайт поставил альбому три звезды из пяти и назвал песни «İyi Günler» и «İp» лучшими треками в альбоме. Далее было добавлено, что альбом может порадовать только преданных поклонников Йенер, и по сравнению с Nasıl Delirdim? для исполнительницы было не очень хорошей идеей писать песни самостоятельно. Кахраман Чайырлы из Radikal опубликовал положительный отзыв об альбоме. Он заявил, что смог увидеть в альбоме «женщину, которая пыталась вырваться из своей скорлупы», и описал альбом как «одну из прекрасных остановок в её музыкальном путешествии». Рецензент также рекомендовал прослушивать песни неоднократно. Радиоведущий Майкл Куюджу написал, что певица отошла от популярной культуры и в этом альбоме предстала холодной и бесчувственной. Куюджу отметил, что во имя электронной музыки была проделана качественная работа, но коммерческий успех снизился. Он также добавил, что песням не хватает мелодичности и эмоциональных элементов, и все они похожи друг на друга. Журналист Наим Дилменер счёл альбом скучным и так прокомментировал карьеру Йенер: «Она была золотой девушкой поп-музыки. Её решение отложить поп-музыку и полностью отдаться электронной музыке, имеющей узкий круг поклонников, действительно странно». Автор Billboard Türkiye Атилла Айдогду написал в своей рецензии, что здесь «на переднем плане музыка, а не песни». Мехмет Оздоган из Akşam отметил в обзоре 2013 года, что существует очевидное сходство между песнями альбома и песнями Мадонны с Confessions on a Dance Floor (2005).

## Видеоклип
Перед выпуском альбома сообщалось, что первым видеоклипом будет «Pinokyo» и его снимет Лука Томмассини в Италии. После выхода альбома было подтверждено, что ведущим синглом станет песня «Hipnoz», и на неё готовится видеоклип. Клип на эту песню, основанный на идее о том, что все виды зла, негатива и пессимизма можно преодолеть с помощью любви, был записан в основном в стамбульском отеле Büyük Londra под руководством арт-директора альбома Кемаля Догулу. В видеоклипе Йенер прикована к гипнотическому колесу. Через несколько дней после выхода музыкального видео, 19 июня 2008 года, стало известно, что видео запрещено RTÜK в Турции, поскольку содержало сцены, поощряющие садомазохизм. Позже Йенер заявила, что эти сообщения были ложными и что видео не было запрещено. По её словам, из-за этих сообщений телеканалы прекратили трансляцию видеоклипа. Позже выяснилось, что к видео не был применён запрет на трансляцию после того, как RTÜK выпустил документ и решил проблему.
Позже Йенер объявила, что хочет расторгнуть контракт с Erol Köse Production, компанией, с которой работала начиная с выхода своего второго студийного альбома Sen Yoluna… Ben Yoluma… Причиной своего решения она назвала низкую энергию и отсутствие энтузиазма со стороны лейбла. По мнению Йенер, компания больше не была заинтересована в продвижении альбома после того, как узнала о её решении. В результате новых разногласий певица расторгла контракт с Erol Köse Production, выплатив компенсацию. Новость о её уходе с лейбла подтвердилась в октябре 2008 года. В результате многие звукозаписывающие компании предложили Йенер новые контракты. 1 ноября 2008 года Ханде Йенер подписала контракт с Avrupa Müzik на выпуск двух новых альбомов. Таким образом, Hipnoz стал последним альбомом певицы, выпущенным компанией Erol Köse Production.

## Трек-лист
| №                   | Название                            | Автор(ы)            | Композитор(ы)       | Длительность |
| ------------------- | ----------------------------------- | ------------------- | ------------------- | ------------ |
| 1.                  | «Hipnoz»                            | Ханде Йенер         | Эрол Темизель       | 5:00         |
| 2.                  | «İyi Günler»                        | Харун Текин         | Темизель            | 4:13         |
| 3.                  | «Pinokyo»                           | Йенер               | Темизель            | 4:55         |
| 4.                  | «Kumar (Putlar)»                    | Текин               | Темизель            | 5:11         |
| 5.                  | «Sanma»                             | Йенер               | Темизель            | 4:45         |
| 6.                  | «Yarasa»                            | Йенер               | Темизель            | 4:33         |
| 7.                  | «Yaban Gülü»                        | Йенер               | Темизель            | 5:04         |
| 8.                  | «Burdayım» (duet with Erol Temizel) | Йенер               | Темизель            | 4:47         |
| 9.                  | «Gece Gündüz»                       | Йенер               | Темизель            | 4:38         |
| 10.                 | «İp»                                | Йенер               | Темизель            | 5:24         |
| Общая длительность: | Общая длительность:                 | Общая длительность: | Общая длительность: | 47:43        |

## Чарты
| Чарт (2008)                            | Высшая позиция |
| -------------------------------------- | -------------- |
| Турция (самые продаваемые альбомы D&R) | 5              |

## История релиза
| Страна         | Дата             | Формат                           | Лейбл                | Прим.         |
| -------------- | ---------------- | -------------------------------- | -------------------- | ------------- |
| Турция         | 27 мая 2008 года | CD · кассета · цифровая загрузка | Erol Köse Production | [ 14 ] [ 38 ] |
| Мир            | 27 мая 2008 года | Цифровая загрузка                | Erol Köse Production | [ 39 ]        |
| Великобритания | 8 июля 2008 года | CD                               | Erol Köse Production | [ 40 ]        |